# Leo van Heugten
Leo Willem Lambert Fransis van Heugten (Utrecht, 28 december 1930 – Zeist, 2 januari 1988) was een Nederlands politicus van de VVD.
Hij was afgestudeerd in de rechten en begon in 1955 in Zeist met een partner een automobielhandel. Vanaf 1966 zat hij daar enkele jaren in de gemeenteraad maar daar stopte hij mee vanwege gezondheidsproblemen. In 1974 werd hij in Zeist wethouder en vanaf midden 1978 was hij dijkgraaf van het Hoogheemraadschap van Schieland. In september 1983 werd Van Heugten benoemd tot burgemeester van Nieuwerkerk aan den IJssel waarbij hij als dijkgraaf werd opgevolgd door Joan Leemhuis-Stout. Tijdens dat burgemeesterschap overleed hij begin 1988 op 57-jarige leeftijd aan een hartinfarct bij een familiebezoek in Zeist. In Nieuwerkerk aan den IJssel is naar hem een laan vernoemd: de Burgemeester Van Heugtenlaan.